# Aleksej Borovitin
Aleksej Borovitin (né le 14 février 1954 à Kirov) est un ancien sauteur à ski soviétique.

## Palmarès

### Jeux Olympiques
| Épreuve / Édition | Innsbruck 1976 | Lake Placid 1980 |
| Petit Tremplin    | 15e            | 21e              |
| Grand Tremplin    | 19e            | 36e              |

### Championnats du monde
| Épreuve / Édition | Falun 1974 | Lahti 1978 |
| Petit Tremplin    | Bronze     | Bronze     |
| Grand Tremplin    | 4e         |            |

### Championnats du monde de vol à ski
| Épreuve / Édition | Vikersund 1977 |
| Individuel        | 4e             |

### Coupe du monde
- Meilleur classement final: 70e en 1981.
- Meilleur résultat: 10e.